# آزادراه ام۲۵

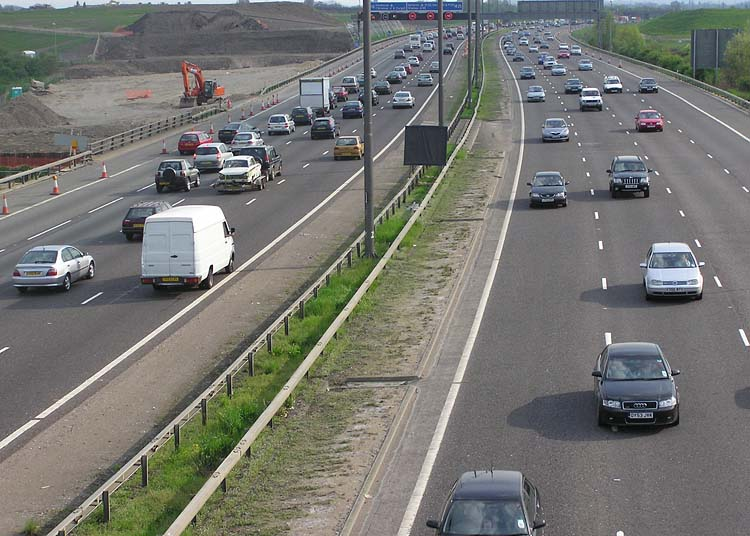
آزادراه‌ام۲۵

آزادراه‌ام۲۵ (به انگلیسی: M25 motorway) یک آزادراه در کشور انگلستان است.
این آزادراه که دورتادور لندن بزرگ ساخته شده، ۱۸۸ کیلومتر (۱۱۷ مایل) مسافت دارد و از شهرهای مهمی مانند لندن، دارتفورد، سونواکس، ریگیت، استاینز، انفیلد و واتفورد عبور میکند.